# Dr. O'Brian
Dr. O'Brian es un luchador profesional México-estadounidense (n. 26 de septiembre de 1968 en California, Estados Unidos) que trabaja para varias empresas del ramo, entre ellas FWA, NTWL y AAA.

## Inicios e Historia
Fue el segundo de cinco hijos. En un inicio practicó Béisbol y Karate, pero después se interesó por la lucha ya que era admirador de los luchadores mexicanos El Santo y Blue Demón
En 1991 habría de lesionarse la Espina dorsal, lo cual originaría se retirase por 5 años del ambiente luchístico, para volver a los encordados como Dr. Nefaría para finalmente obtener el nombre de Dr.O'Brian en la ciudad de Tijuana, apadrinado por el Médico Asesino Jr. en 2008.

## Campeonatos y logros
- Campeón Peso Completo de la NTL - (1 vez)
- Campeón de Parejas de la NTL (Junto a El Cirujano) - (1 vez)

## En lucha
- Movimientos finales
  - Tirabuzón (Corkscrew)

- Movimientos de firma
  - Cruceta a las piernas
  - Cruz Nipona
  - La Cerrajera